# Hierático

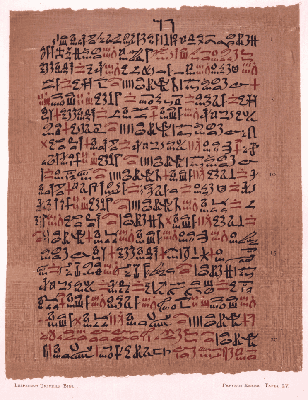
Escritura hierática: el Papiro Ebers.

La escritura hierática, término proveniente del griego ἱερατικά (hieratika, ‘sagrado’), permitía a los escribas del Antiguo Egipto escribir de forma rápida, simplificando los jeroglíficos cuando lo hacían en papiros, y estaba íntimamente relacionada con la escritura jeroglífica. Fue, durante amplios periodos, la escritura utilizada en textos administrativos y religiosos. Su nombre fue usado por primera vez por Clemente de Alejandría en el siglo II.

## Origen y desarrollo

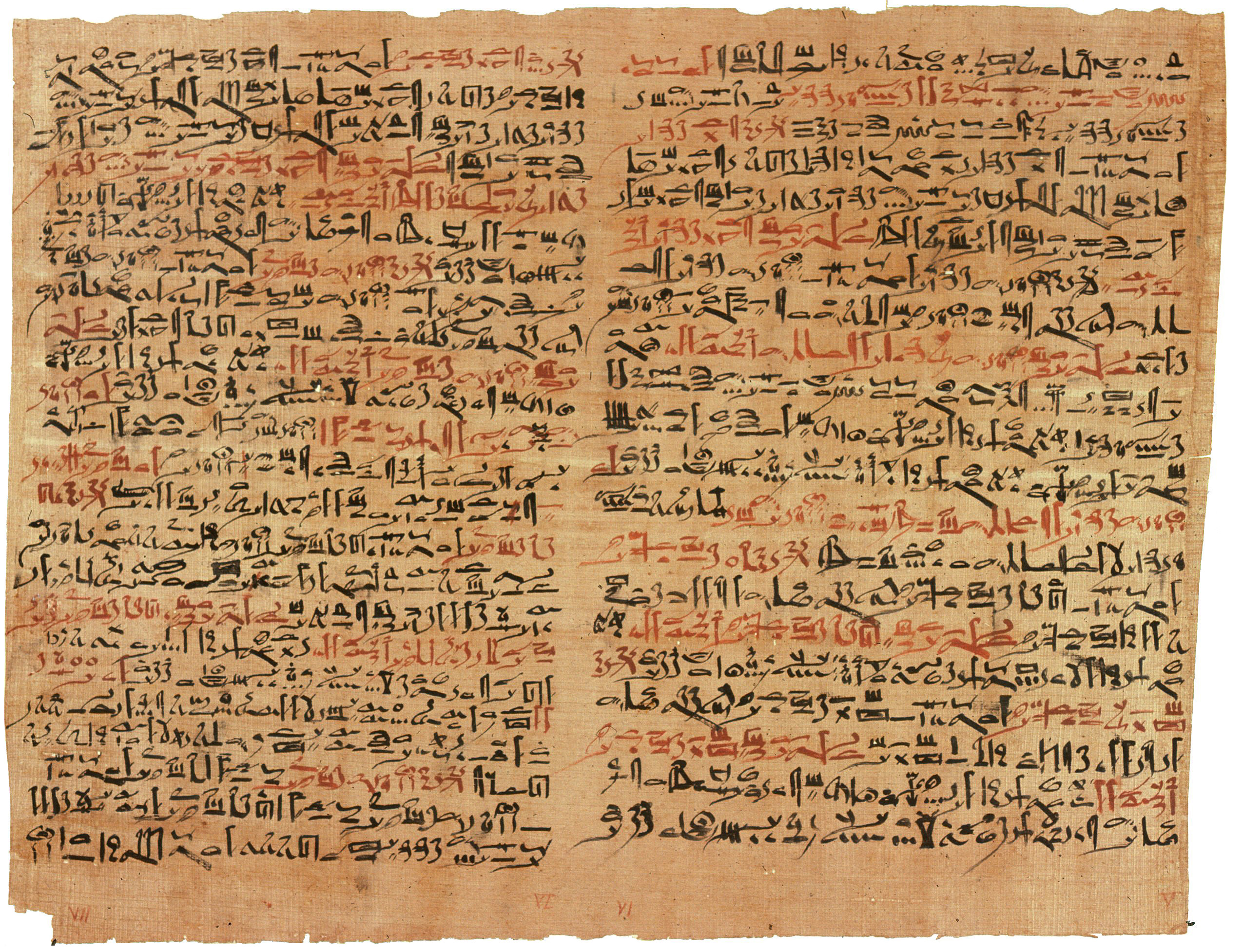
Papiro Edwin Smith.

La escritura jeroglífica no era la más adecuada para escribir con cálamo en papiros, y esto originó el desarrollo paralelo de la escritura hierática, más sencilla y estilizada, que fue empleada por los escribas en textos religiosos, científicos y literarios hasta finales de la antigua civilización egipcia.

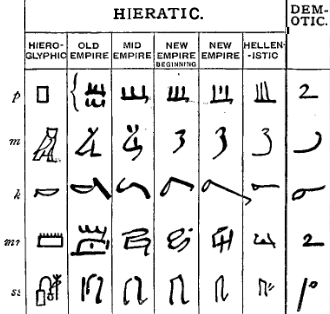
Algunos signos de las escrituras jeroglífica, hierática y demótica.

Según Goedicke, el hierático se utilizó por primera vez durante el Periodo protodinástico de Egipto, al mismo tiempo que se desarrollaba la escritura jeroglífica (más formal), utilizada sobre todo en piedra. Aunque los signos guardan evidentes similitudes, puede ser un error considerar el hierático como un derivado de la escritura jeroglífica. Los primeros textos escritos con tinta y pincel que conocemos no tienen ninguna indicación de que sus signos sean descendientes de los jeroglíficos. Los jeroglíficos tallados en piedra no aparecen hasta la primera dinastía, cuando el hierático ya era una práctica habitual. Los dos sistemas de escritura están relacionados en una evolución paralela, no en una única lineal. El hierático se utilizó durante todo el período faraónico, incluso en la época greco-romana de Egipto. 
El papiro con escritura hierática más antiguo conocido data de la época de Neferirkara-Kakai, de la dinastía V; se escribía con cálamo, una caña cortada a modo de pincel, y tinta negra, o roja donde se necesitara resaltar determinados asuntos. Se trazaban los textos, como la escritura jeroglífica, en líneas o columnas, pero a partir de la dinastía XII sólo aparecen en líneas y siempre de derecha a izquierda. Era un grafismo muy útil para utilizar en papiros y ostracas.
Desde el final de la dinastía XX hasta el principio de la dinastía XXVI, durante el Tercer Período Intermedio, surgió la escritura denominada "hierática anormal" que fue utilizada desde el siglo IX al VII a. C., en la región de Tebas, donde algunas inscripciones en monumentos se realizaron en escritura hierática; pero se utilizó principalmente para textos legales, contratos de arrendamiento, cartas, y otros asuntos cotidianos. 
Alrededor del año 660 a. C., en la época de Psamético I, el demótico (y más tarde el griego) sustituyó al hierático en la mayoría de los escritos seculares, pero el hierático siguió siendo utilizado por los sacerdotes durante varios siglos, hasta el siglo III. En el periodo de dominación romana se escribieron en hierático o demótico todos los textos de carácter funerario.
El papiro Edwin Smith, el tratado quirúrgico más antiguo conocido, fue escrito en hierático hacia 1600 a. C. El texto describe observaciones anatómicas y el examen, diagnóstico, tratamiento y pronóstico de cuarenta y ocho tipos de problemas médicos con todo detalle. Traducido en 1930, el documento pone de manifiesto la complejidad y viabilidad de la medicina ancestral egipcia.

## Usos y materiales

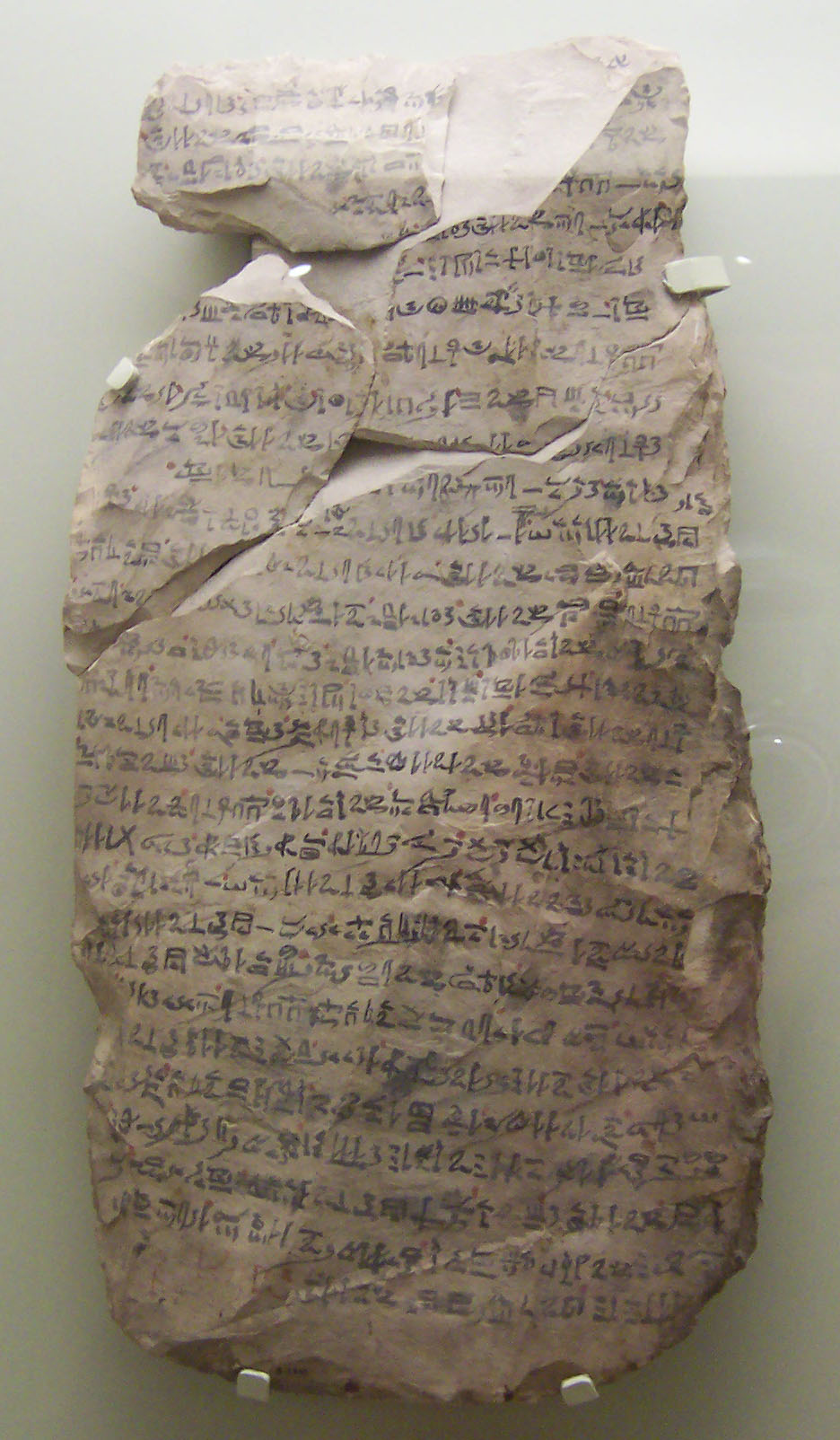
Fragmentos de un documento oficial enviado al chaty Jay, copiado en un ostracon.

A lo largo de su historia, el hierático se utilizó para la escritura de documentos administrativos: cuentas, textos jurídicos, cartas, temas científicos: matemáticos o médicos, literarios, y textos religiosos. Durante el periodo greco-romano, cuando el demótico (y más tarde el griego) se convirtió en la escritura oficial, el hierático se limitaba a los textos religiosos. 
En general, fue mucho más importante que los jeroglíficos en toda la historia de Egipto, ya que era la grafía utilizada en la vida cotidiana. También era el primer sistema de escritura que se enseñaba a los estudiantes, ya que el conocimiento de los jeroglíficos se limita a una pequeña minoría que recibían una capacitación adicional. De hecho, a menudo es posible detectar errores en textos jeroglíficos que se produjeron debido a un mal entendimiento de un texto original hierático.
La mayoría de las veces, los textos hieráticos han sido escritos con tinta y un pincel de carrizo sobre papiros, madera, piedra, cerámica u ostraca. Se han encontrado miles de ostraca en Deir el-Medina, que revelan una imagen íntima de la vida cotidiana de los obreros egipcios. Además de en papiro, piedra, fragmentos de cerámica y madera, hay textos hieráticos en rollos de cuero, aunque pocos han sobrevivido. También hay textos hieráticos escritos sobre tela, sobre todo en los lienzos utilizados en la momificación. Hay algunos inscritos en piedra, una variedad conocida como lapidario hierático, que son particularmente usuales en estelas de la dinastía XXII. 
Durante los últimos años de la sexta dinastía a veces se escribió en hierático haciendo incisiones en tablillas de barro con un estilete, de forma similar a la escritura cuneiforme. Cerca de quinientas de estas tablillas han sido descubiertas en el palacio del gobernador de Ayn Asil (Balat), y un ejemplo único en la localidad de Ayn al-Gazzarin, ambos lugares en el oasis de Dakhla. En el momento en que se hicieron esas tablillas, Dakhla se encontraba lejos de los centros de producción de papiro. Son registros de inventarios, listas de nombres, cuentas y alrededor de cincuenta cartas. De las cartas, muchas son mensajes internos para distribuir en el palacio y el poblado, pero otras fueron enviadas desde otras aldeas del oasis para el gobernador.

## Características

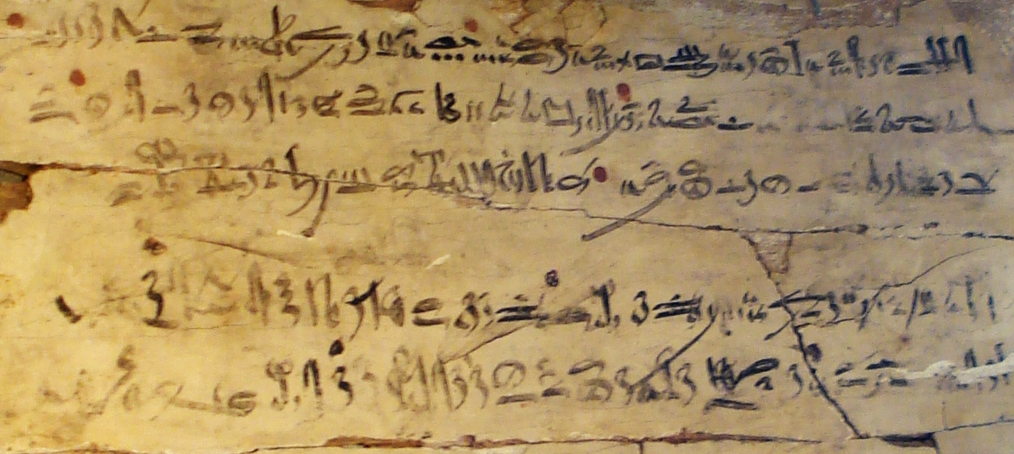
Tablilla en hierático con ejercicios de un escriba que copia un pasaje de las Instrucciones de Amenemhat.

A diferencia de los jeroglíficos, el hierático siempre se escribía de derecha a izquierda. Al principio se escribía tanto en líneas como en columnas, pero a partir de la dinastía XII, concretamente desde el reinado del faraón Amenemhat III, la escritura horizontal se convirtió en el estándar. Esto puede haber sido tanto para evitar que la mano del escriba emborronase su propio trabajo, como para facilitar la consulta de un documento escrito en un rollo o para aumentar la velocidad de escritura. 
El hierático se caracteriza por su naturaleza cursiva y el uso de ligaduras de un número de caracteres. También utiliza una forma mucho más normalizada de la ortografía que los jeroglíficos; los textos escritos con estos últimos a menudo tienen que tomar en cuenta datos extratextuales, tales como los fines decorativos o religiosos que no estaban presentes en, por ejemplo, un recibo fiscal. Hay algunas características que son únicas del hierático, a pesar de que los egiptólogos han buscado formas equivalentes de jeroglíficos para su transcripción. Varios caracteres hieráticos tienen adiciones diacríticas a fin de que signos similares pueden ser distinguidos fácilmente, e incluso signos especialmente complicados pueden ser escritos con un solo trazo. 

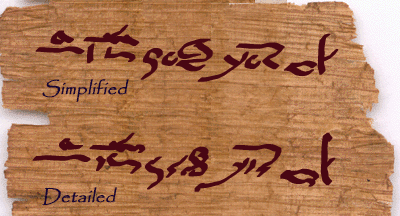
Comparación entre los dos tipos de escritura hierática, ambos textos posen la misma lectura.

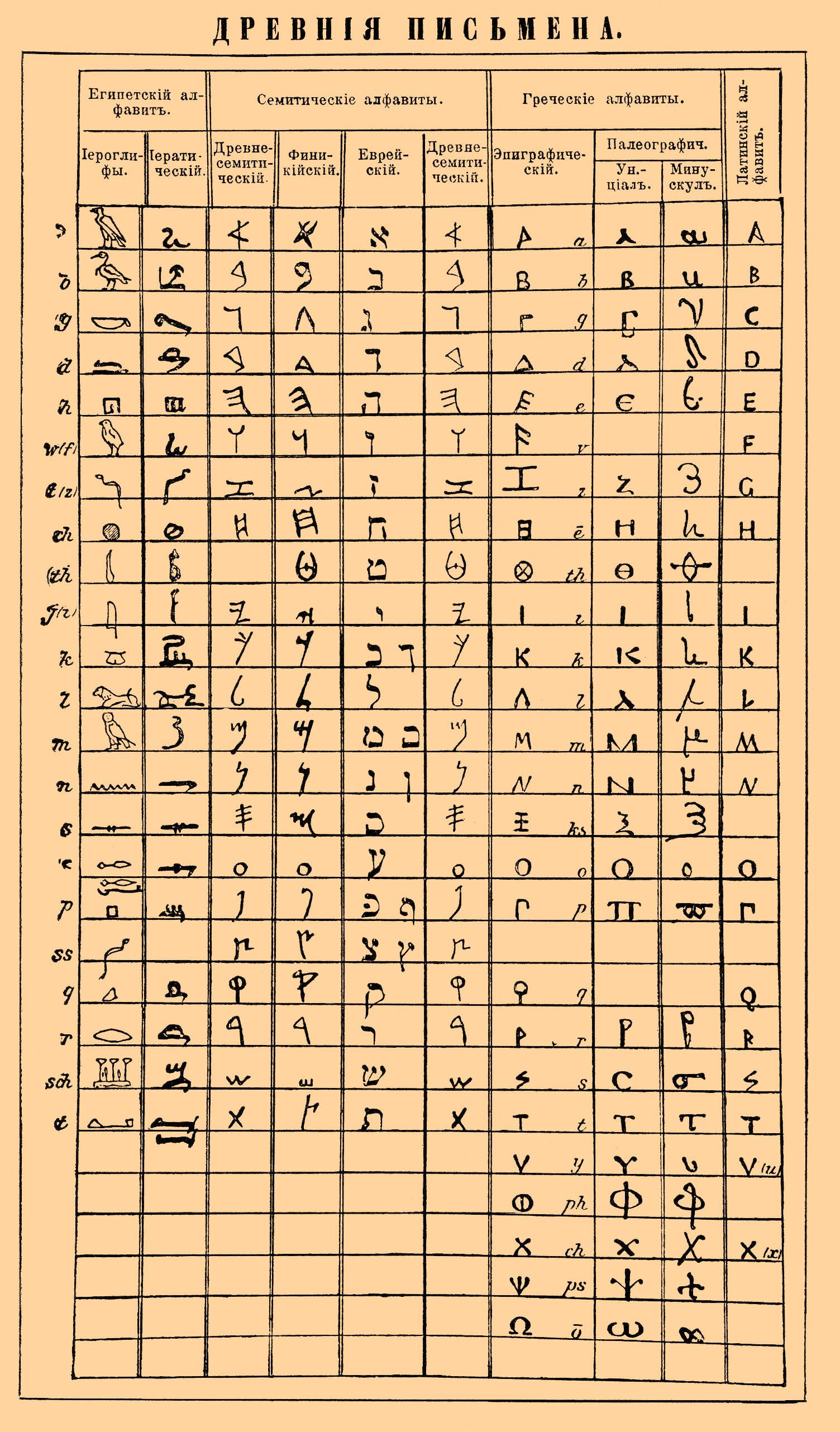
Los principales signos hieráticos comparados con otras grafías.

El hierático está a menudo presente en dos formas diferentes durante el mismo periodo; una muy ligada, cursiva, utilizada para los documentos administrativos, y otra de tipo uncial usada para obras literarias, científicas y textos religiosos, que pueden ser, y a menudo lo son, muy diferentes entre sí. Las cartas, en particular, utilizan letra cursiva para las formas de escritura rápida, a menudo con un gran número de abreviaturas para frases formularias, algo similar a la taquigrafía. 
Una forma especial de letra cursiva es la conocida como "hierático anormal", que se utilizaba en la zona tebana desde la segunda mitad de la dinastía XX hasta el comienzo de la XXVI. Deriva de los documentos administrativos del Alto Egipto, y se utilizó principalmente para textos legales, arrendamientos de tierras, cartas y otros textos. Este tipo de escritura fue sustituido por el demótico, utilizado en el Bajo Egipto, durante la dinastía XXVI, cuando se estableció como norma administrativa del Egipto unificado.

## Influencias
El hierático ha tenido influencia en otros sistemas de escritura, la más obvia es en el demótico, su descendiente directo. Relacionados también están los signos populares de la escritura meroítica y el préstamo demótico de caracteres utilizados en el alfabeto copto y en el antiguo nubio. 
Fuera del valle del Nilo, muchos de los signos utilizados en el silabario de Biblos fueron tomados aparentemente de los signos hieráticos del Imperio Antiguo. También se sabe que el hebreo primitivo utilizó números hieráticos.

### Citas
1. ↑  Lajo Pérez, Rosina (1990). Léxico de arte. Madrid - España: Akal. p. 101. ISBN 978-84-460-0924-5.
2. 1 2  Goedicke 1988: VII-VIII.
3. ↑  Goedicke 1988: VII; Wente 2001:2006. Figura en la obra Stromata 5:4.
4. ↑  Baines 1983:583.
5. ↑  Soukiassian, Wuttman, Pantalacci 2002.
6. ↑  Posener-Kriéger 1992; Pantalacci 1998.
7. ↑  Parkinson y Quirke 1995:20.
8. ↑  Gardiner 1929.
9. ↑  Wente 2001:210. Ver también Malinine [1974].
10. ↑  Hoch 1990.
11. ↑  Aharoni 1966; Goldwasser 1991.